# باتريك ليبتون روبنسون
باتريك ليبتون روبنسون (بالإنجليزية: Patrick Lipton Robinson)‏ هو قاضي ودبلوماسي ومحامي ومحامي جامايكي، ولد في 29 يناير 1944 في جامايكا.